# Lumbrineris cedroensis
Lumbrineris cedroensis är en ringmaskart som beskrevs av Fauchald 1970. Lumbrineris cedroensis ingår i släktet Lumbrineris och familjen Lumbrineridae. Inga underarter finns listade i Catalogue of Life.